# Космынин, Сергей Михайлович
Сергей Михайлович Космынин (род. 26 мая 1964, Междуреченск, Кемеровская область) — советский и российский дзюдоист, чемпион и призёр чемпионатов СССР и Европы, чемпион России, призёр чемпионатов мира, заслуженный мастер спорта России. Участник летних Олимпийских игр 1992 года в Барселоне. Старший тренер сборной России по дзюдо, заслуженный тренер России (2013).

## Спортивные результаты
- Чемпионат СССР по дзюдо 1987 года — ;
- Чемпионат СССР по дзюдо 1988 года — ;
- Чемпионат СССР по дзюдо 1989 года — ;
- Чемпионат СНГ по дзюдо — ;
- Чемпионат России по дзюдо 1992 года — ;
- Чемпионат России по дзюдо 1994 года — ;